# Bel (Unternehmen)
Bel ist ein französischer Käserei-Konzern.

## Unternehmensgeschichte
Das Unternehmen wurde 1865 als „Établissements Jules Bel“ in Orgelet im französischen Département Jura gegründet. 1929 wurde die erste Niederlassung in Großbritannien eröffnet, weitere folgten 1933 in Belgien und 1959 in Deutschland.
Seit den 1960er Jahren hat Bel international stark expandiert und zahlreiche Käsereien übernommen, zuerst in Europa und den USA, seit den späten 1990ern verstärkt auch in Nordafrika. Mittlerweile betreibt der Konzern 22 Produktionsstätten weltweit und verfügt über Niederlassungen in 120 Ländern. Die Bel Group ist organisatorisch in vier geografische Regionen gegliedert: Westeuropa, Osteuropa, Amerika und International.
Bel beschäftigt knapp 11.000 Arbeitnehmer. Der Umsatz betrug 2014 rund 2,78 Mrd. Euro, der EBIT 199 Mio. Euro. Mit einer Produktionsmenge von rund 285.600 t Käse ist Bel einer der führenden Hersteller von Schmelz- und Frischkäse.

## Aktionäre
Am 31. Dezember 2015 waren die Aktien des Unternehmens wie folgt verteilt:
- Unibel und Anteile der Familien Bel/Fiévet: 71,1 %. Unibel ist eine Dachholding, deren Hauptunternehmen die Bel Group ist. Sie entstand 1999 aus dem Kohlensäure herstellenden Unternehmen La Carbonique der Familie Fiévet, das seit 1970 an Bel beteiligt ist, im Lauf der Zeit zum größten Einzelaktionär und 1987 durch Übernahme der Bel-Familienholding SFPE zum Mehrheitsaktionär von Bel wurde.
- Lactalis: 24,1 %
- Eigene Aktien: 1,3 %
- Sonstige Aktionäre: 3,5 %

## Marken
Das Unternehmen gliedert seine Produktportfolio in fünf Kernmarken und sonstige Marken.
- Kernmarken sind Babybel, Boursin, kiri und La vache qui rit.
- Weitere Marken des Unternehmens sind: Adler Edelcreme, Apéricube, Bonbel, Cantadou, Cousteron, Karicka, Kaukauna, Limiano, Maredsous, Port Salut, Prices, Regal Picon, Samos, Smetanito, Sylphide, Syrokrem, Syrtos, Terra Nostra und Wispride. Die Marke Leerdammer wurde 2021 an Lactalis verkauft.